# 包尔包奇
包尔包奇（匈牙利語：Barbacs）是匈牙利杰尔-莫雄-肖普朗州所辖的一个村。总面积13.65平方公里，总人口730，人口密度53.5人/平方公里（2011年1月1日）。